# Mănăstirea Bic
Mănăstirea Bic din Sălaj a fost înființată în anul 1994, la 29 august, în poiana de la marginea localității Bic ce aparține de orașul Șimleul Silvaniei. Strămutarea din anul 1997 a bisericii monument de lemn de la Stâna (județul Sălaj), datată în anul 1720, reprezintă momentul de început pentru mănăstire. În timp, mănăstirea, având hramul „Tăierea Capului Sf. Ioan Botezătorul“, se dezvoltă, fiind construit un complex arhitectural format dintr-o biserica nouă și chiliile celor 10 măicuțe și a preotului mănăstirii. Vechea școală din sat a fost preluată și amenajată prin grija mănăstirii, iar câteva măicuțe-dăscălițe au grijă de sufletul și mintea celor 15 copii care, în prezent, urmează aici școala primară. În atenția măicuțelor sunt și bătrânii suferinzi pe care îi au în îngrijire. Din primăvară și până când zăpada se așterne pe meleagurile Sălajului, curtea mănăstirii este plină de flori, care dau naștere unei adevărate cascade de culori și miresme. Mii de turiști și credincioși vin aici pentru reculegere, pentru sfânta spovedanie și rugăciune.

## Vezi și

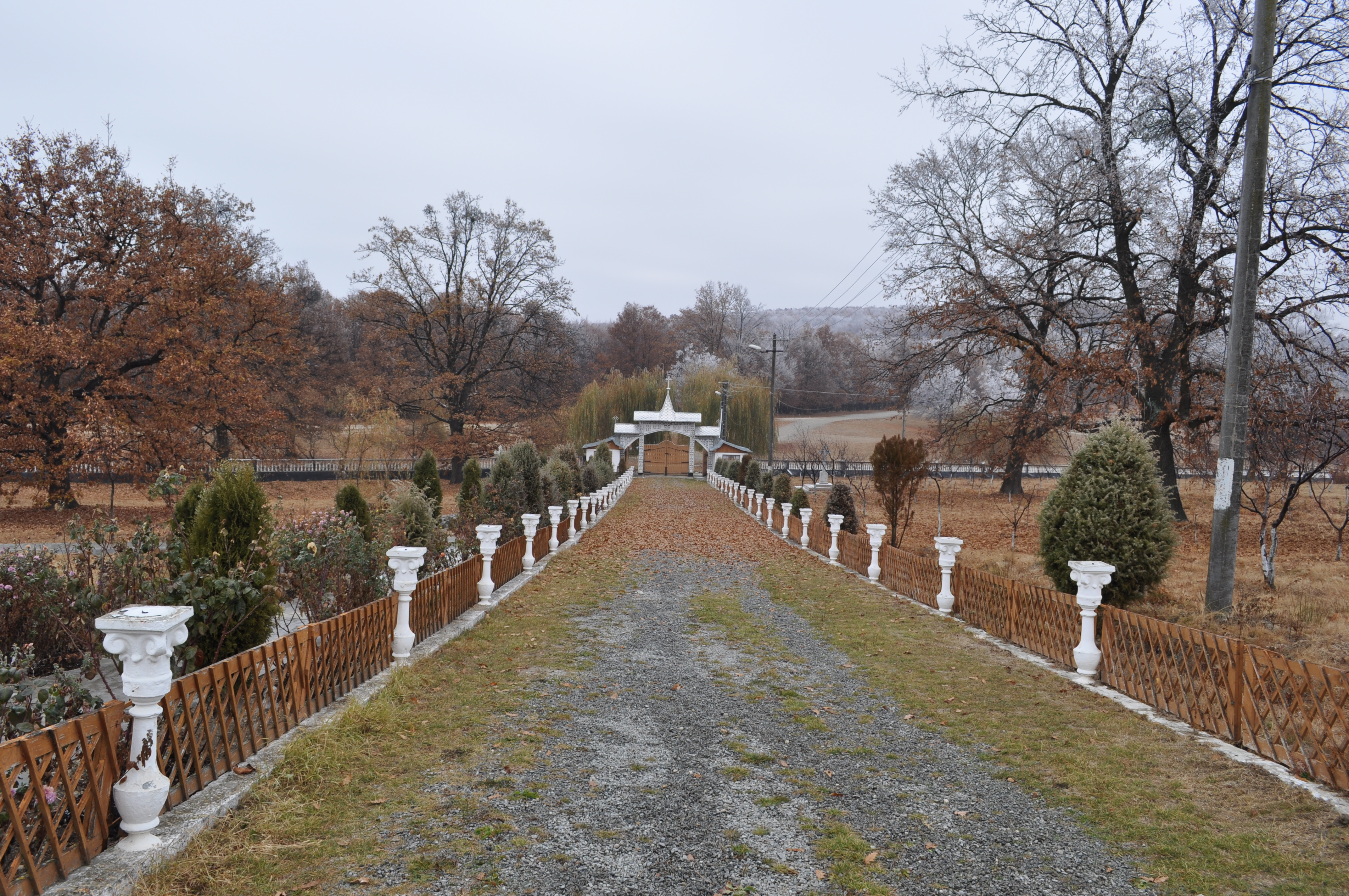
Aleea principală
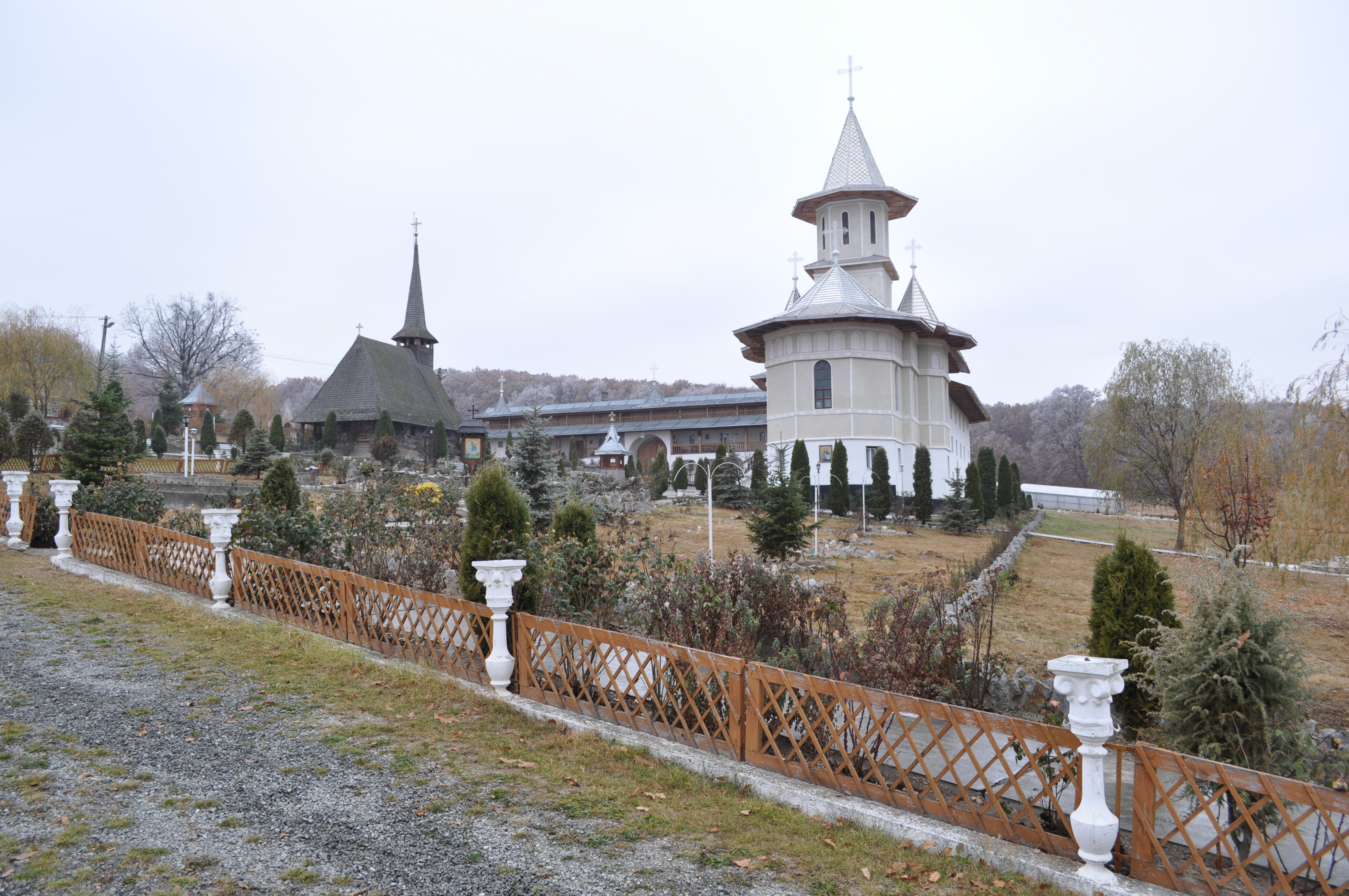
Vedere de ansamblu
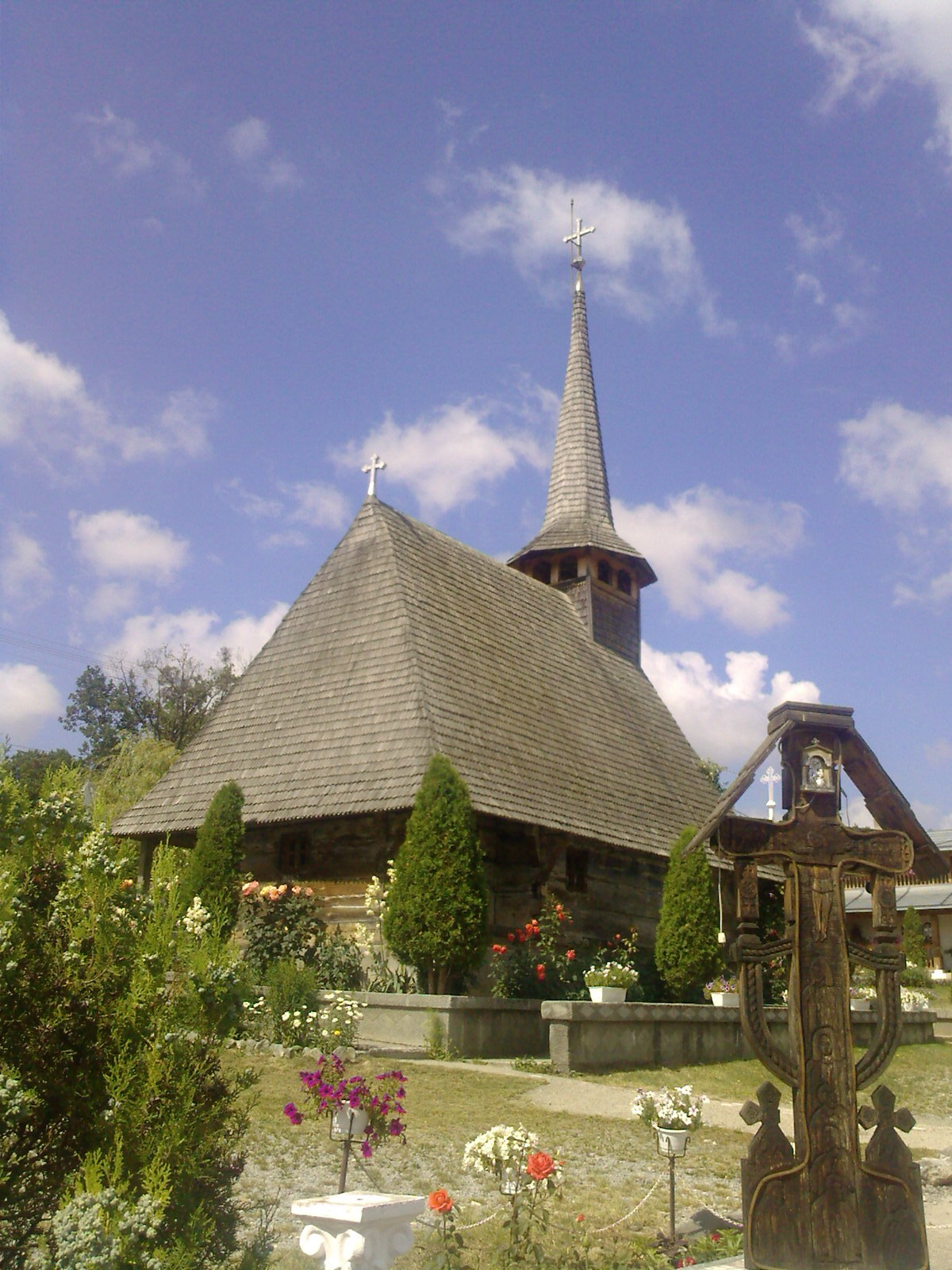
Vedere de ansamblu a bisericii de lemn
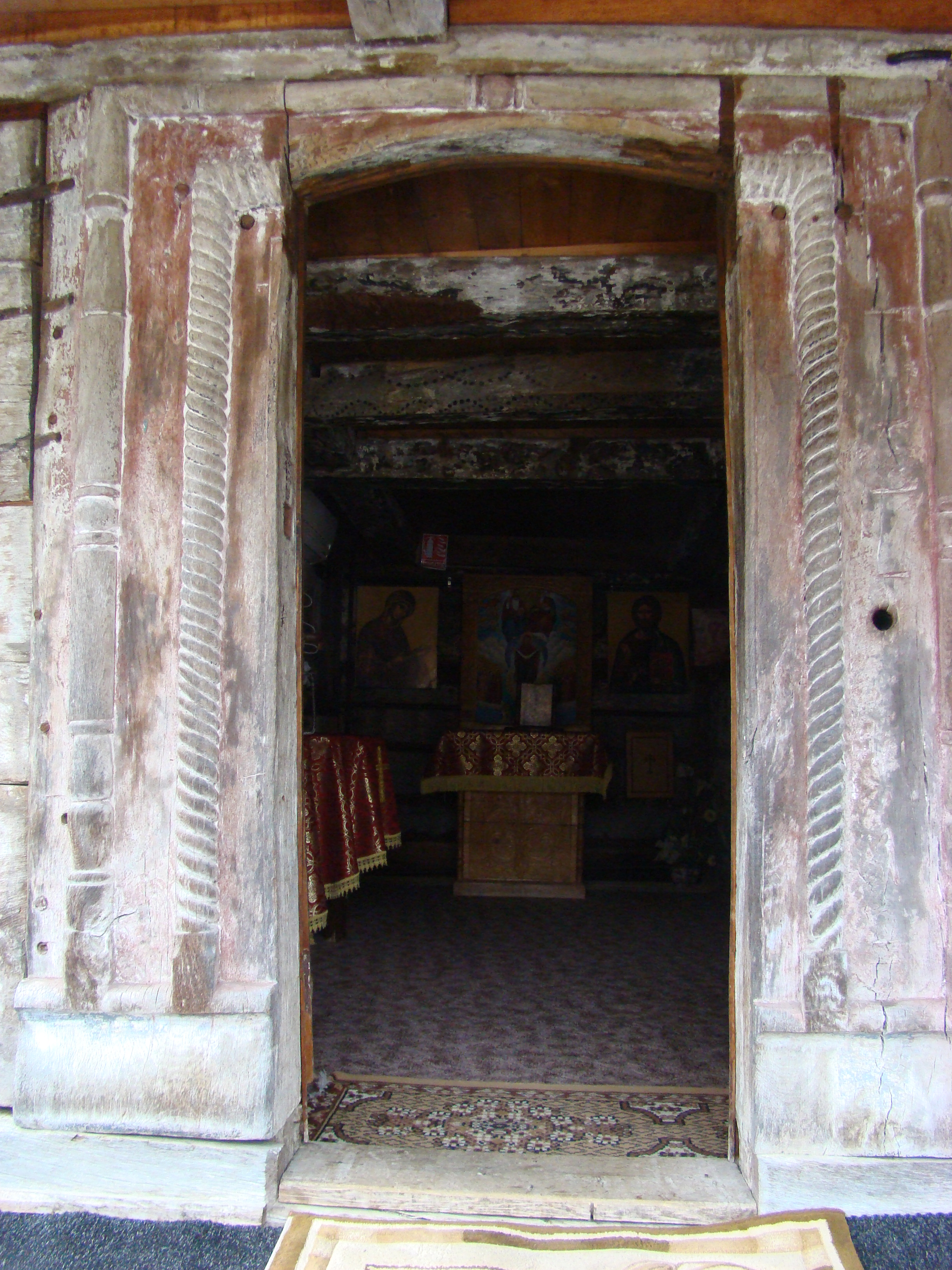
Portalul bisericii
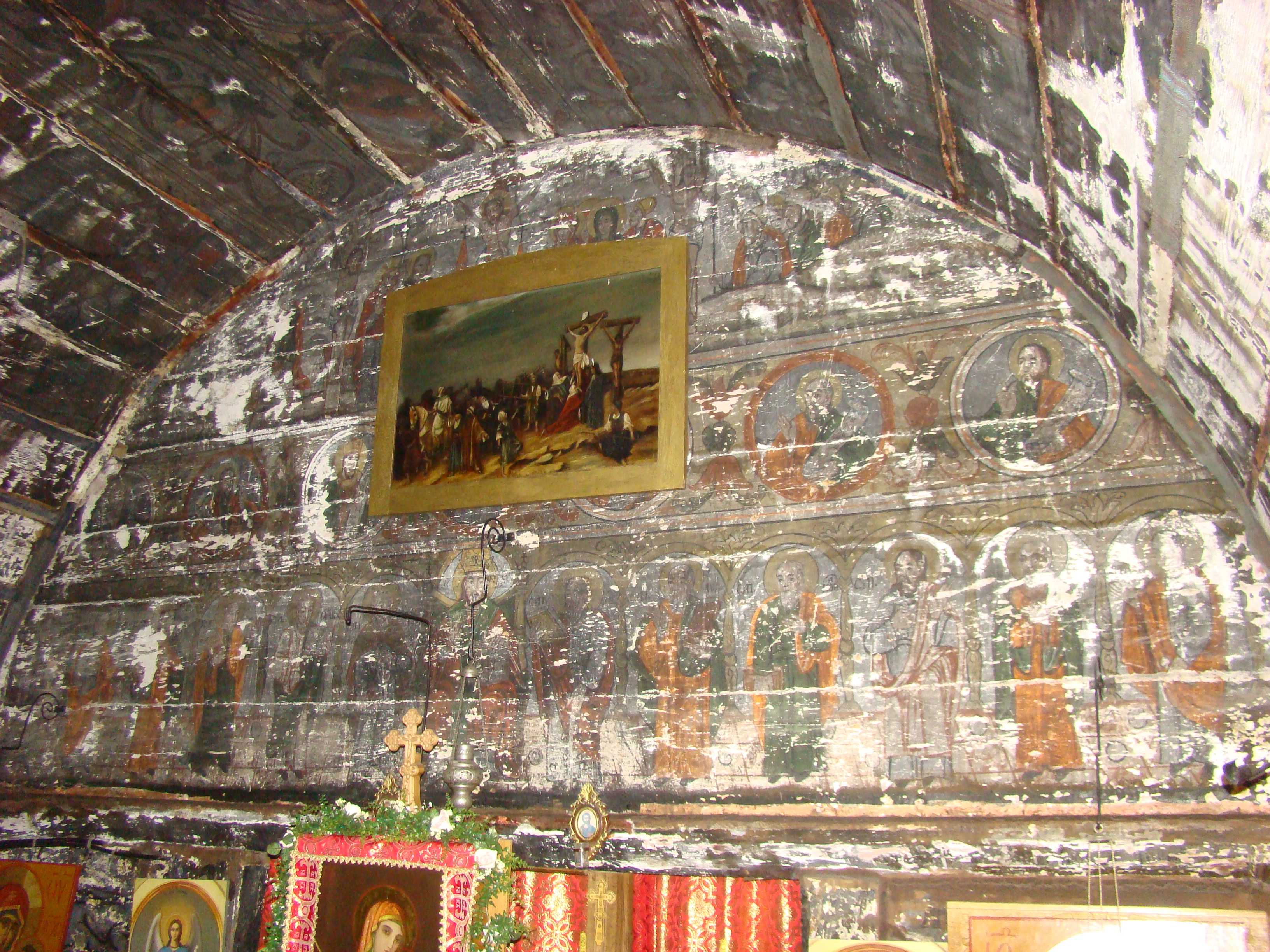
Tâmpla bisericii
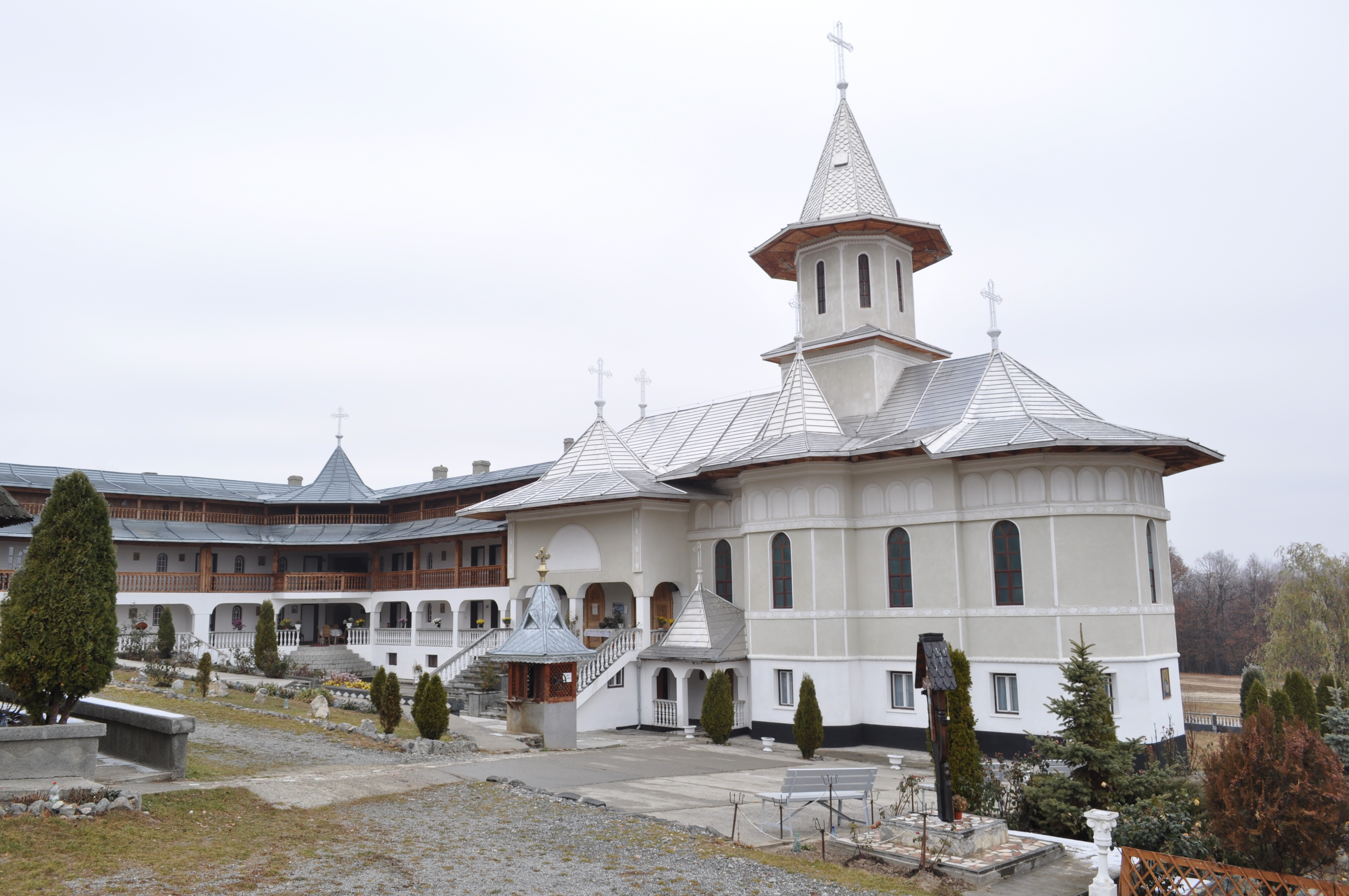
Biserica de zid a mănăstirii
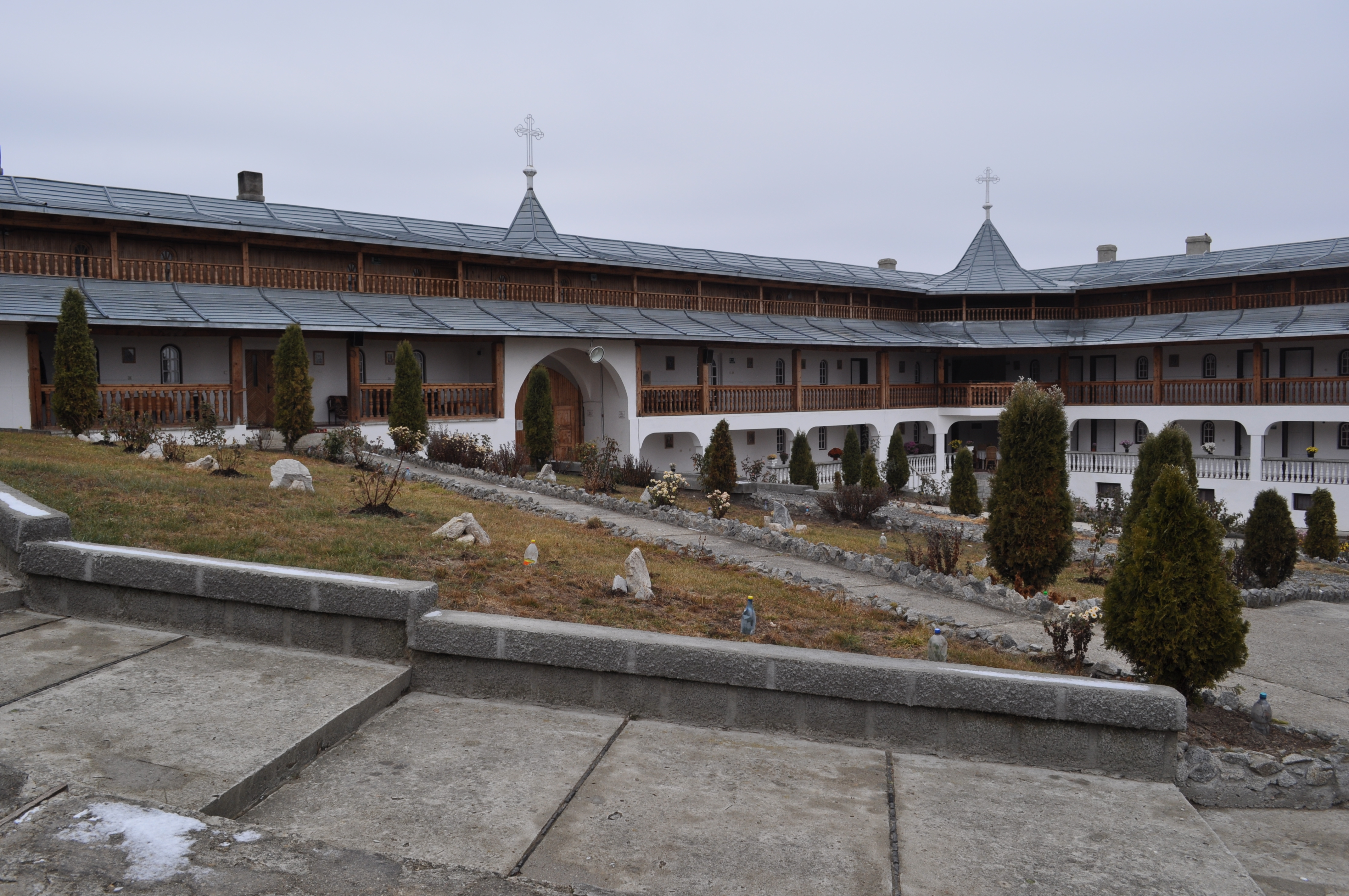
Chiliile
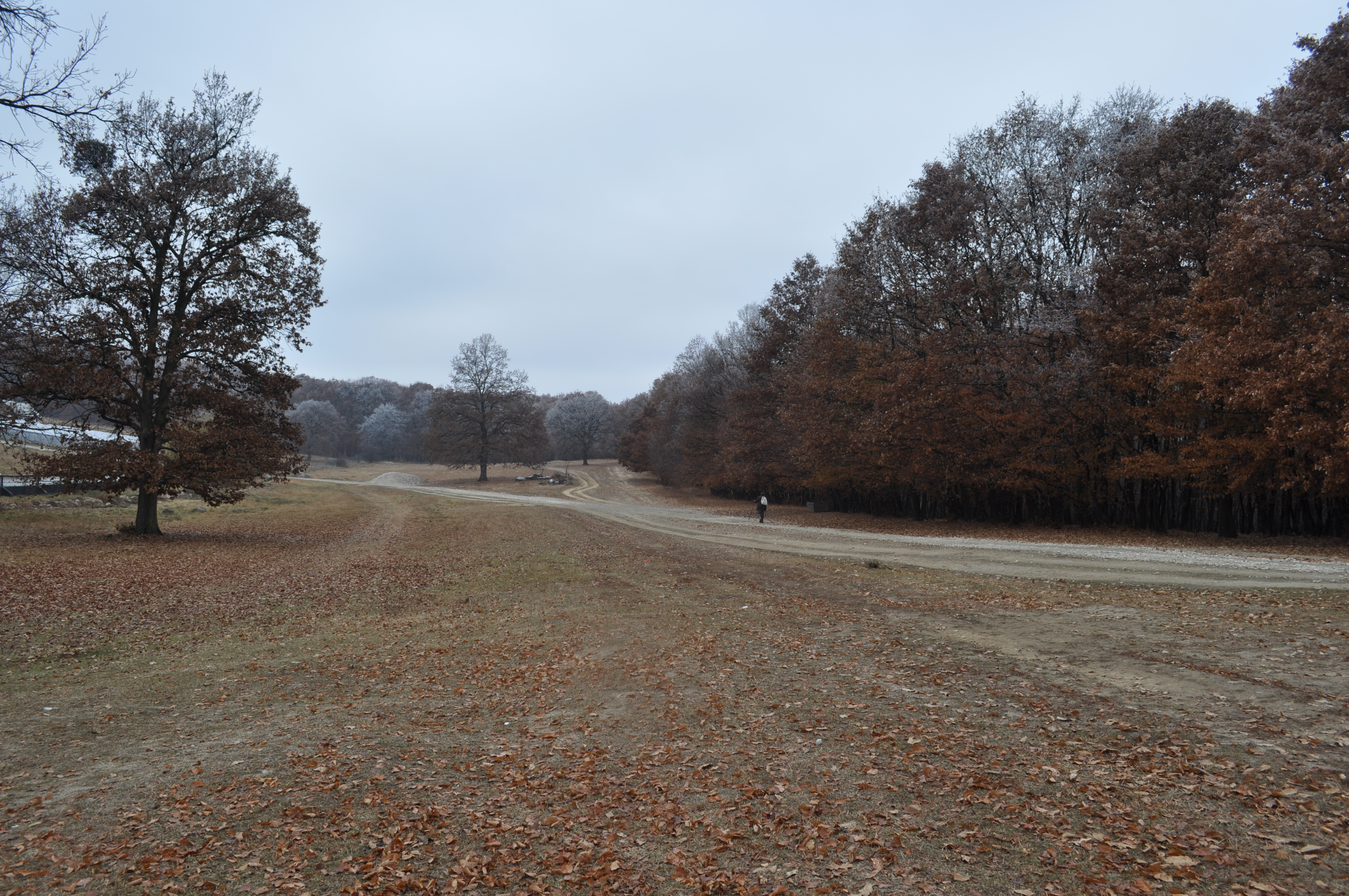
Împrejurimi
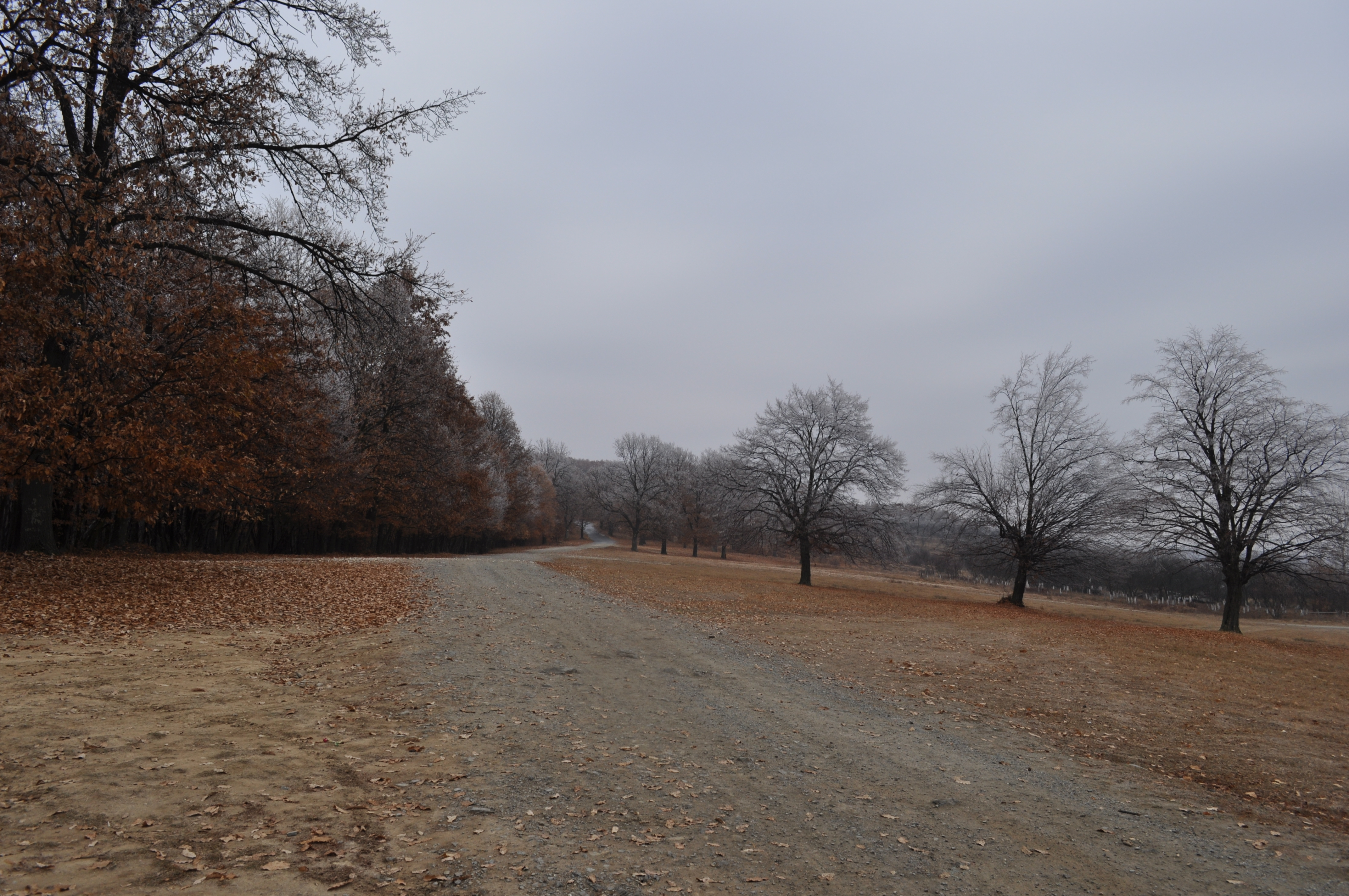
Drumul spre mănăstire